# The Poets
The Poets waren eine schottische Band in den 1960er Jahren. Was die Gruppe von den zahlreichen anderen Bands dieser Ära unterschied, war die Tatsache, dass sie keine Coverversionen von bereits bekannten Songs aufnahmen, sondern gleich von Anfang an ihre eigenen Lieder schrieben.
1964 kamen sie bei Andrew Oldham, dem Manager der Rolling Stones, unter Vertrag und veröffentlichten ihre erste Single, Now We're Thru. Obwohl diese auf Platz 30 der UK-Charts landete, blieb ein weiterer kommerzieller Erfolg aus.

## Singles
- Now We're Thru'/There Are Some (Okt. '61)
- That's The Way It's Got To Be/I'll Cry With The Moon (Feb '65)
- I Am So Blue/I Love Her Still (Jul. '65)
- Call Again/Some Things I Can't Forget (Okt. '65)
- Baby Don't You Do It/I'll Come Home (Feb. '66)
- Wooden Spoon / In your tower (1967)

## Besetzung
- George Gallagher – Gesang
- Hume Paton – Gitarre (lead)
- Tony Myles – Gitarre (rhythm)
- John Dawson – Bass
- Alan Weir – Schlagzeug

Im Laufe der Zeit wurden immer wieder Bandmitglieder ausgetauscht, wodurch im letzten Bestehungsjahr kein einziges Mitglied der Originalbesetzung übrigblieb.